# Àcid 6-fosfoglucònic
El 6-fosfogluconat o àcid 6-fosfoglucònic és un intermedi en la via de la pentosa fosfat i en la via Entner-Doudoroff. Es forma per hidròlisi de la 6-fosfoglucono-δ-lactonasa, i és descarboxilat per la 6-fosfogluconat-deshidrogenasa per produir 5-fosfat de ribulosa. També pot actuar sobre la 6-fosfogluconata deshidratasa per produir 2-ceto,3-desoxi-6-fosfogluconat.